# Sirtori
Sirtori là một đô thị trong tỉnh Lecco, trong vùng Lombardia của Ý, cự ly khoảng 35 km về phía đông bắc của Milan và khoảng 13 km về phía tây nam của Lecco. Tại thời điểm ngày 31 tháng 12 năm 2004, đô thị này có dân số 2.844 người và diện tích là 4,3 km².
Đô thị Sirtori có các frazione (subdivision) Bevera di Sirtori.
Sirtori giáp các đô thị: Barzago, Barzanò, Castello di Brianza, Missaglia, Perego, Rovagnate, Viganò.